# Thịt bồ câu
Thịt bồ câu là loại thịt của chim bồ câu đặc biệt là loại bồ câu thịt. Nó được mô tả là có vị tương tự như mùi vị của thịt gà. Thịt bồ câu được sử dụng từ lâu ở vùng Bắc Âu, Trung Đông, Ai Cập cổ đại, La Mã và Châu Âu thời Trung Cổ. Tại một số nước Đông Á, theo dân gian thì bồ câu là món ăn được nhiều người biết đến vì chúng dễ tìm, dễ chế biến lại ngon và bổ dưỡng và được sử dụng như những vị thuốc. Bồ câu thịt được dùng phổ biến làm thực phẩm và làm thuốc chữa bệnh ngoài ra dùng để nấu cháo, hầm, nướng....

## Đặc điểm
Về phân tích cấu trúc, thịt bồ câu chứa khoảng 22,14% protein thô (đạm) cao hơn 3% so với thịt gà, 4% so với thịt bò, 13.3% so với thịt dê, chất béo (mỡ) khoảng 1% trong đó hàm lượng chất mỡ chỉ có 0.73%. Trong thịt chim bồ câu còn có các loại Vitamin A, Vitamin B1, B2, E và nhiều nguyên tố vi lượng là loại nguyên liệu tạo máu và khoáng chất như calci, phosphor, sắt, muối khoáng và một bộ phận acid hữu cơ khác.
Trứng chứa đạm 9,5%, chất béo 6,4%, cùng hợp chất đường, calci, sắt, phosphorus, tiết chim có nhiều đạm, sắt. Xương chim bồ câu mềm, giàu sinh tố Chondroizin. Trong gan tạng chim bồ câu có loại sinh tố mật tốt có thể giúp cơ thể hấp thụ cholesterol. Lượng cholesterol trong thịt chim bồ câu rất thấp có thể phòng ngừa bệnh xơ cứng động mạch.
Theo Đông Y, thịt chim được gọi là cáp điểu nhục, tiết chim gọi là cáp điểu huyết, trứng gọi là cáp điểu noãn. Thịt bồ câu có vị thơm ngon và lành tính. Chúng có tính bình, vị mặn, đi vào gan thận, dinh dưỡng phong phú, thơm, vị ngọt. Trong các loại thịt bồ câu thì là loại giàu dinh dưỡng nhất là loại chim ra ràng tức chim sau nở khoảng 1 tháng tuổi.

## Công dụng
Theo dân gian một số nước thì thịt chim bồ câu có tác dụng kích thích ăn uống, tăng khả năng tuần hoàn máu, phòng chống lão hoá và tóc bạc sớm, thịt chim bồ câu còn dễ tiêu hoá hơn so các loại gia cầm khác nên có thể dùng làm thức ăn tẩm bổ cho người cao tuổi, trẻ em chức năng tiêu hoá kém. Theo Đông Y đây là loại thực phẩm tốt cho người già, trẻ em, người bệnh và sản phụ Ở Trung Quốc, người ta dùng chim bồ câu cùng với những dược liệu khác dưới dạng món ăn là một vị thuốc khá phổ biến để bổ tỳ, tăng cường, bồi bổ khí huyết, nhất là cho người mới ốm dậy.
Thịt chim bồ câu còn có tác dụng bổ thận, bổ âm, khu phong giải độc, kiện tì vị (kích thích tiêu hóa), ích khí huyết. Dùng cho trường hợp gây yếu, hư nhược (thiểu dưỡng), lao phổi, tiêu khát, hay quên, mất ngủ, thần kinh suy nhược, dinh dưỡng không tốt, người cao tuổi suy nhược, phụ nữ huyết hư tắc kinh, bế kinh, thống kinh... Ngoài ra, thịt chim bồ câu còn có thể tăng cường khả năng sinh dục. Theo Lý Thời Trân thì thịt chim bồ câu rất nổi tiếng là có tính kích thích công năng tình dục mạnh mẽ người ta hay nấu món cháo bồ câu ra ràng để có tác dụng bổ dưỡng, tạo thêm sinh lực cho đàn ông

## Thông tin khác
Việc ăn thịt bồ câu quá mức là một trong những nguyên nhân dẫn đến loài Bồ câu viễn khách tuyệt chủng, lý do chính yếu là việc khai thác thương mại thịt bồ câu. Ngay cả trước thời thực dân, người da đỏ cũng thỉnh thoảng sử dụng thịt bồ câu. Trong những năm đầu thế kỷ 19, thợ săn thương mại bắt đầu giăng lưới và bắn những con chim này để bán cho các chợ trong thành phố, cũng như sử dụng như mục tiêu di động để tập bắn hay thậm chí là sử dụng như phân bón nông nghiệp. Khi thịt bồ câu trở nên phổ biến, thợ săn thương mại bắt đầu săn bắn chúng trên quy mô khổng lồ. Nô lệ và người lao động trong thế kỷ 18 và 19 ở Mỹ thường không ăn loại thịt nào khác. Những năm 1850, người ta nhận thấy dường như số lượng loài chim này đã giảm, nhưng sự tàn sát vẫn diễn ra, và còn diễn ra mạnh hơn khi đường sắt và điện báo phát triển sau Nội chiến Hoa Kỳ.